# Kaffeeküche (Grubenkantine)
Kaffeeküche (mundartlich Kaffeekisch) ist eine im Saarland gebräuchliche umgangssprachliche Bezeichnung für eine Kantine für die Mitarbeiter einer Grube.
Neben der Versorgung mit Speisen und Getränken haben die Kaffeeküchen oft die Funktion einer Bierkneipe und eines Tante-Emma-Ladens übernommen. Die Preise in den Kaffeeküchen gelten als sehr moderat.
Mit der Stilllegung der Gruben im Saarland wurden meist auch die zugehörigen Kaffeeküchen geschlossen oder anders genutzt. So ist zum Beispiel in der ehemaligen Maybacher Kaffeeküche jetzt eine Diskothek untergebracht. Die Kaffeeküche in Velsen wird als einzige Kaffeeküche im Saarland nach wie vor als solche genutzt. Die Gäste der Kaffeeküche in Velsen setzen sich nicht nur aus (ehemaligen) Grubenmitarbeitern, sondern auch aus Betriebsfremden zusammen.
Im Oktober 2023 wurde bekannt, dass die Kaffeeküche in Velsen zum Ende des Jahres 2023 geschlossen werden soll.
Die Kaffeeküchen der früheren Gruben Maybach und Velsen stehen heute unter Denkmalschutz.

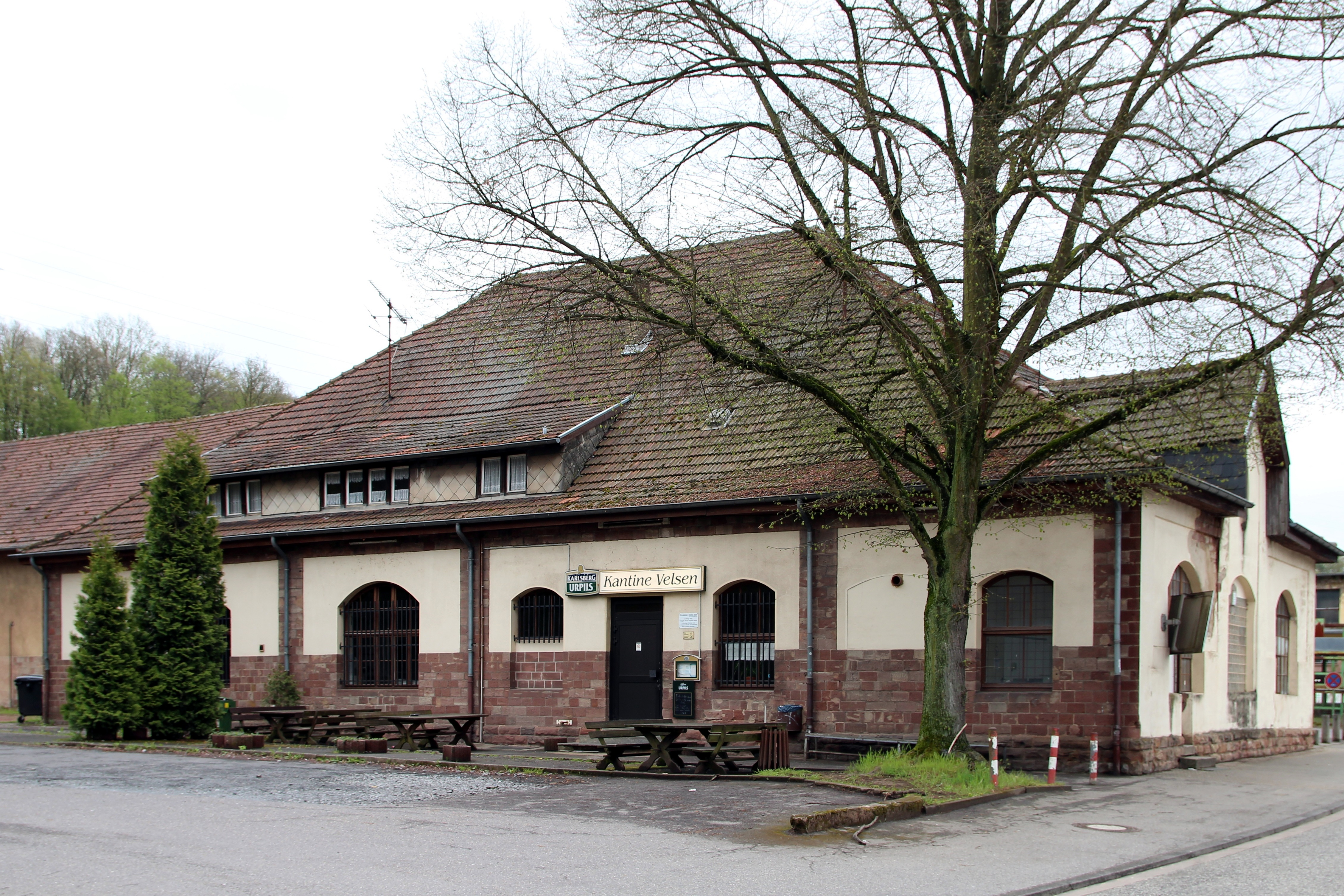
Kaffeeküche Velsen
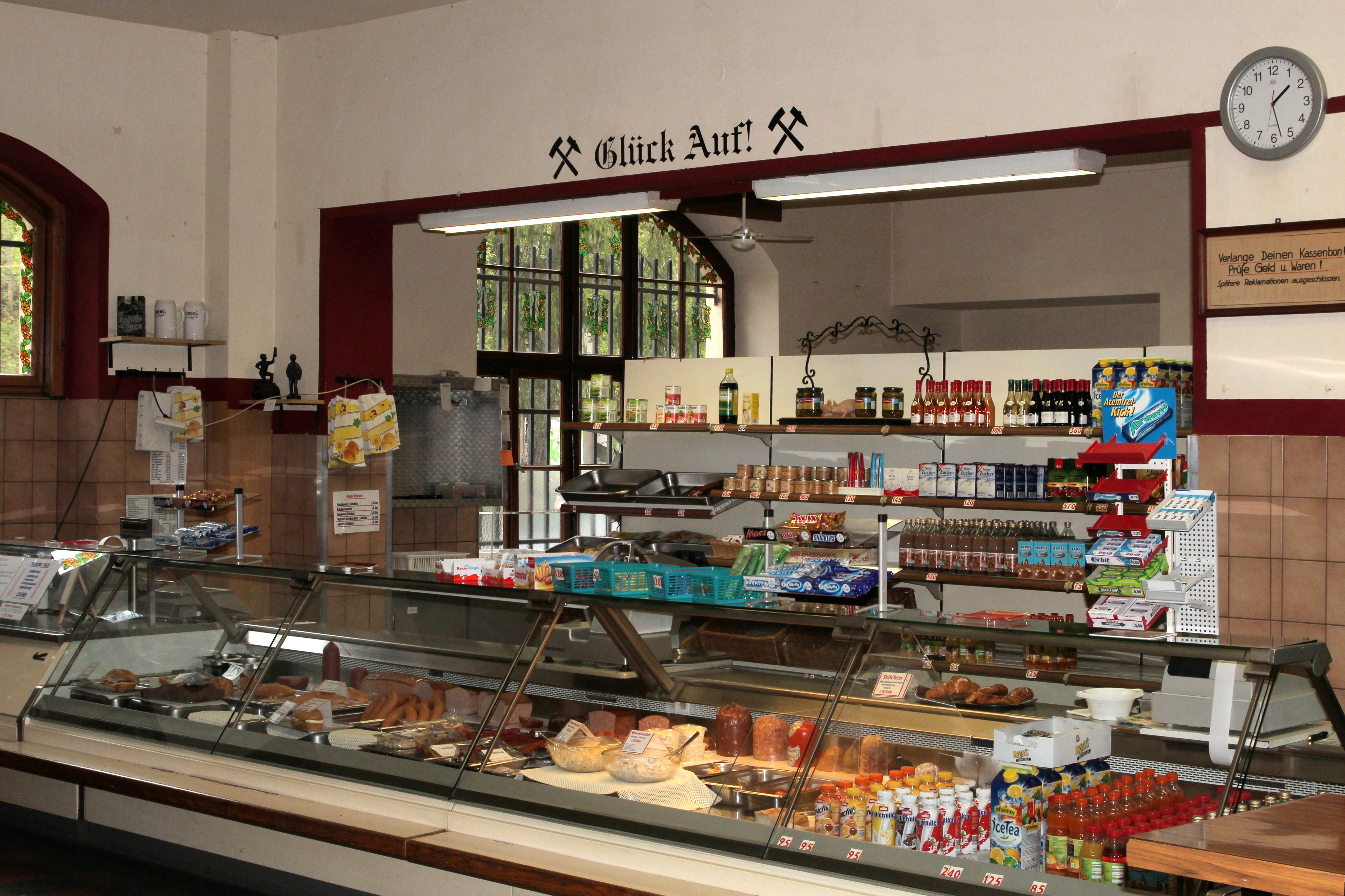
Kaffeeküche Velsen (Theke)
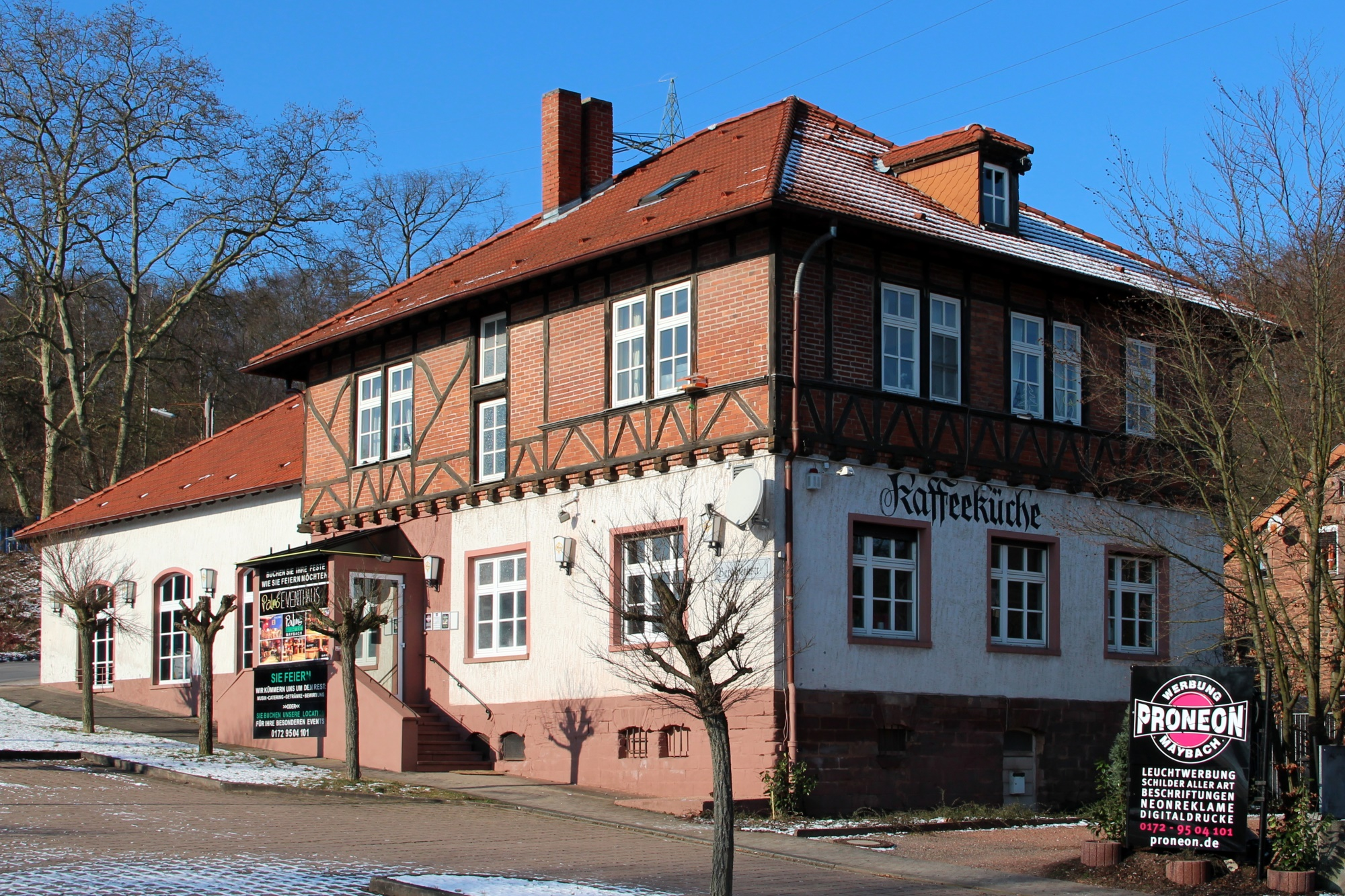
Ehemalige Kaffeeküche der früheren Grube Maybach (Friedrichsthal)

## Geschichtliches
Die ersten Kaffeeküchen wurden ab dem Jahr 1886 in der Nähe der Schächte eingerichtet. Sie waren in den Schlafhäusern oder in eigens errichteten Gebäuden untergebracht. Im Jahr 1904 zählte man an der Saar 27 Kaffeeküchen.